# Swiss Ice Hockey Games 2024
Swiss Ice Hockey Games 2024 se konal od 12. do 15. prosince 2024 ve Fribourgu. Turnaje se zúčastnily reprezentace Česka, Švýcarska, Finska a Švédska. Pět utkání se odehrálo v BCF Aréně, ve Fribourgu. Zápas mezi Českem a Finskem v Enteria aréně v Pardubicích.

## Zápasy
| 12. prosince 2024 17:30 | Finsko | 1 : 3 (0:1, 1:1, 0:1) | Česko | Enteria aréna, Pardubice Návštěvnost: 10 194 |  |

| Report                                 |                                        |                 | |                                                                               |
| Emil Larmi                             | Emil Larmi                             | Brankáři        | Josef Kořenář                                                                                           | Rozhodčí: Tobias Björk Alexander Österberg Čároví: Gustav Jonsson Michal Zíka |
| Pesonen (Turkulainen, Puistola) 22:55' | Pesonen (Turkulainen, Puistola) 22:55' | 0:1 1:1 1:2 1:3 | 16:10' Kubalík (Smejkal, Zábranský) 25:44' Kubalík (Smejkal, Sirota) 58:49' Stránský (Beránek, Tomášek) | Rozhodčí: Tobias Björk Alexander Österberg Čároví: Gustav Jonsson Michal Zíka |
| 4 min                                  | 4 min                                  | Tresty          | 4 min                                                                                                   | Rozhodčí: Tobias Björk Alexander Österberg Čároví: Gustav Jonsson Michal Zíka |
| 15                                     | 15                                     | Střely          | 24 | Rozhodčí: Tobias Björk Alexander Österberg Čároví: Gustav Jonsson Michal Zíka |

| 12. prosince 2024 19:45 | Švédsko | 4 : 1 (0:0, 4:0, 0:1) | Švýcarsko | BCF Arena, Fribourg Návštěvnost: 4 467 |  |

| Report | |                     |                       |                                                                                 |
| Lars Johansson | Lars Johansson | Brankáři            | Stéphane Charlin      | Rozhodčí: Mikko Kaukokari Janne Wuorenheimo Čároví: Dario Fuchs Michael Stalder |
| de la Rose (Wallmark, Sandin) 26:30' Wallmark (Sandin, Frödén) 31:53' Hartmann (Oscarson, Lindholm) 32:10' Bromé (Olofsson) 37:23' | de la Rose (Wallmark, Sandin) 26:30' Wallmark (Sandin, Frödén) 31:53' Hartmann (Oscarson, Lindholm) 32:10' Bromé (Olofsson) 37:23' | 1:0 2:0 3:0 4:0 4:1 | 55:09' Simion (Jäger) | Rozhodčí: Mikko Kaukokari Janne Wuorenheimo Čároví: Dario Fuchs Michael Stalder |
| 10 min | 10 min | Tresty              | 12 min                | Rozhodčí: Mikko Kaukokari Janne Wuorenheimo Čároví: Dario Fuchs Michael Stalder |
| 25 | 25 | Střely              | 37                    | Rozhodčí: Mikko Kaukokari Janne Wuorenheimo Čároví: Dario Fuchs Michael Stalder |

| 14. prosince 2024 14:00 | Finsko | 3 : 0 (1:0, 2:0, 0:0) | Švédsko | BCF Arena, Fribourg Návštěvnost: 3 011 |  |

| Report                                                                                                   | |             |            |                                                                                |
| Christian Heljanko                                                                                       | Christian Heljanko                                                                                       | Brankáři    | Arvid Holm | Rozhodčí: Micha Hebeisen Phillip Ströbel Čároví: Eric Cattaneo Dominik Altmann |
| Kossila (Merelä, Puistola) 12:56' Nurmi (Suomela, Pajuniemi) 25:40' Kinnunen (Pajuniemi, Suomela) 36:18' | Kossila (Merelä, Puistola) 12:56' Nurmi (Suomela, Pajuniemi) 25:40' Kinnunen (Pajuniemi, Suomela) 36:18' | 1:0 2:0 3:0 |            | Rozhodčí: Micha Hebeisen Phillip Ströbel Čároví: Eric Cattaneo Dominik Altmann |
| 10 min                                                                                                   | 10 min                                                                                                   | Tresty      | 8 min      | Rozhodčí: Micha Hebeisen Phillip Ströbel Čároví: Eric Cattaneo Dominik Altmann |
| 30 | 30 | Střely      | 23         | Rozhodčí: Micha Hebeisen Phillip Ströbel Čároví: Eric Cattaneo Dominik Altmann |

| 14. prosince 2024 18:00 | Švýcarsko | 0 : 2 (0:2, 0:0, 0:0) | Česko | BCF Arena, Fribourg Návštěvnost: 6 412 |  |

| Report         |                |          |                                                                         |                                                                                    |
| Ludovic Waeber | Ludovic Waeber | Brankáři | Šimon Zajíček                                                           | Rozhodčí: Mikko Kaukokari Janne Wuorenheimo Čároví: Michael Stalder Aurélien Urfer |
|                |                | 0:1 0:2  | 11:07' Zadina (Kundrátek, Krejčík) 19:39' Stránský (Tomášek, Zábranský) | Rozhodčí: Mikko Kaukokari Janne Wuorenheimo Čároví: Michael Stalder Aurélien Urfer |
| 6 min          | 6 min          | Tresty   | 6 min                                                                   | Rozhodčí: Mikko Kaukokari Janne Wuorenheimo Čároví: Michael Stalder Aurélien Urfer |
| 25             | 25             | Střely   | 27                                                                      | Rozhodčí: Mikko Kaukokari Janne Wuorenheimo Čároví: Michael Stalder Aurélien Urfer |

| 15. prosince 2024 11:30 | Česko | 5 : 3 (1:0, 1:2, 3:1) | Švédsko | BCF Arena, Fribourg Návštěvnost: 2 176 |  |

| Report | |                                 | |                                            |
| Josef Kořenář | Josef Kořenář | Brankáři                        | Lars Johansson                                                                                            | Rozhodčí: Miroslav Štolc Michael Tscherrig |
| Chlapík (Zadina, Sedlák) 08:51' Zadina (Sirota, Sedlák) 29:32' Kondelík (Flek, Beránek) 43:02' O. Kovařčík (Voženílek, M. Kovařčík) 50:03' Kaut (do prázdné branky) 59:52' | Chlapík (Zadina, Sedlák) 08:51' Zadina (Sirota, Sedlák) 29:32' Kondelík (Flek, Beránek) 43:02' O. Kovařčík (Voženílek, M. Kovařčík) 50:03' Kaut (do prázdné branky) 59:52' | 1:0 1:1 1:2 2:2 3:2 4:2 4:3 5:3 | 22:50' Wingerli (Hartmann, Lindholm) 24:00' Bromé (Sörensen, Wallmark) 53:19' de la Rose (Sörensen, Heed) | Rozhodčí: Miroslav Štolc Michael Tscherrig |
| 10 min | 10 min | Tresty                          | 8 min | Rozhodčí: Miroslav Štolc Michael Tscherrig |
| 32 | 32 | Střely                          | 41 | Rozhodčí: Miroslav Štolc Michael Tscherrig |

| 15. prosince 2024 15:30 | Švýcarsko | 1 : 0 (1:0, 0:0, 0:0) | Finsko | BCF Arena, Fribourg Návštěvnost: 5 553 |  |

| Report                            |                                   |          |            |                                  |
| Ludovic Waeber                    | Ludovic Waeber                    | Brankáři | Emil Larmi | Rozhodčí: Robin Šír Lukáš Květoň |
| Bertschy (Heldner, Simion) 14:07' | Bertschy (Heldner, Simion) 14:07' | 1:0      |            | Rozhodčí: Robin Šír Lukáš Květoň |
| 6 min                             | 6 min                             | Tresty   | 2 min      | Rozhodčí: Robin Šír Lukáš Květoň |
| 31                                | 31                                | Střely   | 24         | Rozhodčí: Robin Šír Lukáš Květoň |

## Tabulka
| Poř. | Tým       | Z | V | VP | PP | P | VG | OG | B |
| ---- | --------- | - | - | -- | -- | - | -- | -- | - |
| 1.   | Česko     | 3 | 3 | 0  | 0  | 0 | 10 | 4  | 9 |
| 2.   | Finsko    | 3 | 1 | 0  | 0  | 2 | 4  | 4  | 3 |
| 3.   | Švédsko   | 3 | 1 | 0  | 0  | 2 | 7  | 9  | 3 |
| 4.   | Švýcarsko | 3 | 1 | 0  | 0  | 2 | 2  | 6  | 3 |